# Šinobu Išihara
Šinobu Išihara (Tokio, 25. septembar 1879 — Izu Peninsula, 3. januar 1963) bio je japanski oftalmolog. Izumeo je test za detektovanja daltonizma. On je radio kao vojni hirurg.
Poznat je širom sveta zbog Išiharinog testa za daltonizam koji je uspostavljen 1918. Čak i danas, ovaj test se koristi širom sveta. 
Išhihara je razvio japansku tabelu oštrine vida i aparat za određivanje bliske tačke, koji su u širokoj upotrebi u Japanu. On je takođe znatno doprineo izučavanjima trahoma i miopije.